# Georg Böhm (sochař)

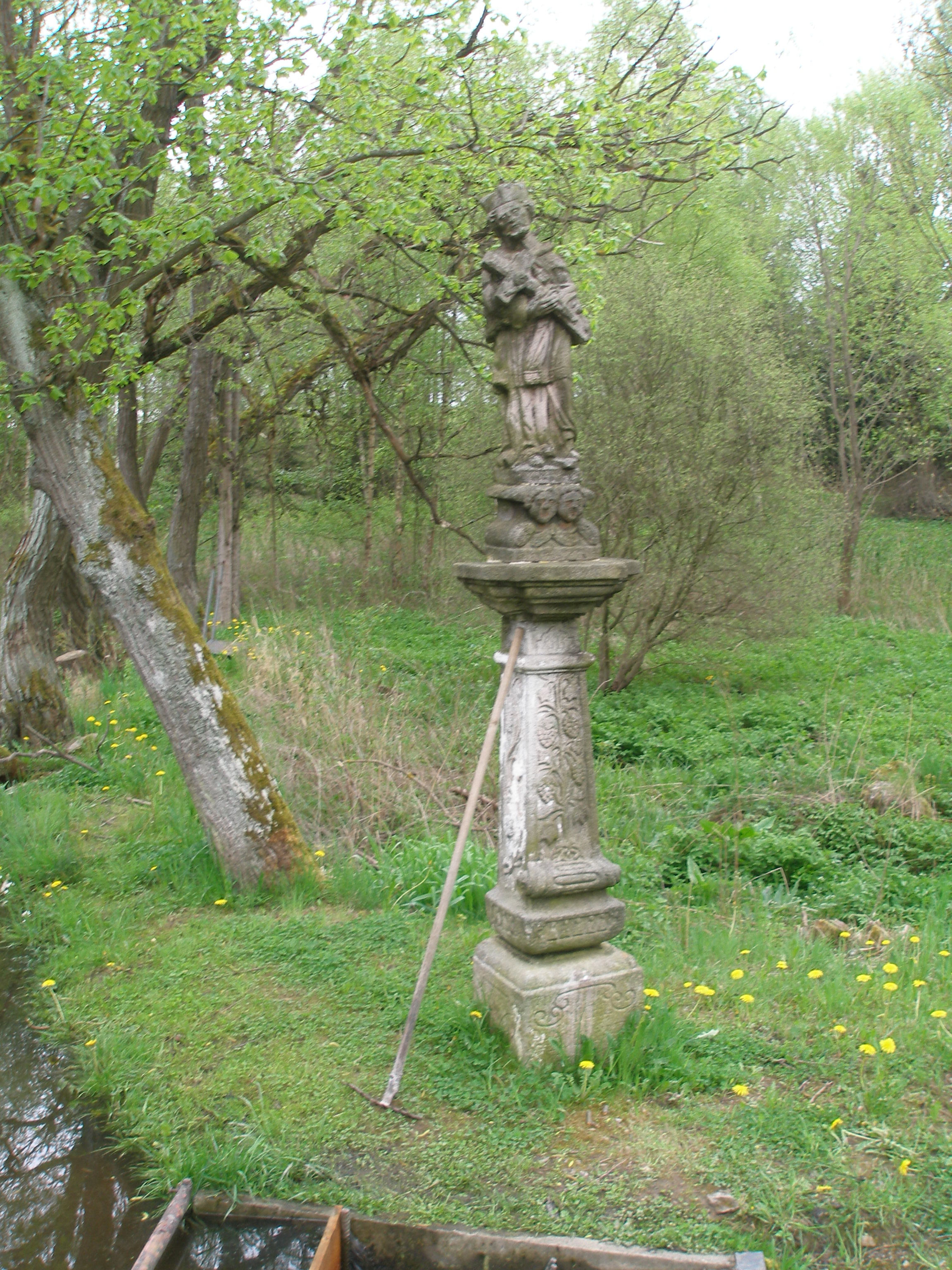
Socha svatého Jana Nepomuckého v Mýtě na hrázi rybníka

Georg Böhm, pokřtěný Joseph Georg (31. prosince 1789 ve Svobodce – 11. února 1853 ve Studánce), byl kameník a lidový sochař.

## Životopis
Georg Böhm se narodil 31. prosince 1789 ve Svobodce v rodině Johana a Barbory Böhmových jako jeden ze 4 synů. O jeho dětství i o tom jak se stal kameníkem nejsou dosud dostupné žádné prameny. Nicméně v době Georgova života bylo v okolí jeho rodiště otevřeno mnoho kamenolomů. Lomy ve Světcích u Halže, v Lučině, v Mýtě či Broumově zaměstnávaly mnoho kamenických nádeníků. Většinou se jednalo o řemeslníky vyrábějící kamenné výrobky běžné spotřeby (kamenné sloupky, schody, žlaby, dveřní portály), avšak někteří se vlastní pílí a talentem vypracovali nad průměr. Mezi nimi vynikal právě Georg Böhm.
11. května 1830 se Georg oženil s vdovou Barborou Steinfelsovou (rozenou Zeiglerovou). Do manželství si Barbora přinesla jako věno domek ve Studánce, kam se novomanželé přestěhovali. Zřejmě díky bezdětnému manželství se Georg věnoval hlavně svému kamenickému řemeslu a později i umělecké kamenické tvorbě.
Kamenickou uměleckou tvorbou se Georg Böhm zabýval zejména v rozmezí let 1830 až 1850. Mezi jeho díly vynikají zejména 4–5 metrů vysoké kamenné kříže a bohatě zdobené sloupky soch a božích muk. Vrcholu svého uměleckého snažení dosáhl nejspíše vytvořením sochy svého osobního patrona, svatého Jiří. Tuto sochu, nalezenou ve Studánce jako poničenou, vytvořil v roce 1850.
Těžká plicní nemoc, způsobená zřejmě kamenným prachem, ukončila život Georga Böma 11. února 1853.

## Dílo a důkazy o autorství
V knize Umělecké památky Čech vytvořené v letech 1977–1982 kolektivem Ústavu teorie dějin ČSAV byl zaznamenán velký soubor sochařských prací lokalizovaných na Tachovsku. Sochy v tomto souboru příliš nerespektovaly anatomické zákonitosti lidského těla a působily poněkud nemotorně. Nicméně se na nich projevoval stejný kamenický „rukopis“. Při detailním průzkumu na nich pak byly objeveny signatury G.B. nebo G.B.ST. V roce 1993 byly u obce Studánka náhodně objeveny zbytky sochy svatého Jiří doplněného dvěma klečícími anděly. Na podstavci této sochy byl objeven nápis "Gewidment zur Ehre GOTTES von Georg und Barbora Bohm aus Schonbrunn N. 28 MDCCCL".
Díky těmto indiciím se podařilo dohledat v zápisech matrik a jiných historických pramenech osobu tvůrce – Georga Böhma. Podrobnější důkazy, soupis jednotlivých děl včetně jejich vyobrazení a dochovaných příběhů vzniku podává Zdeněk Procházka v brožuře Georg Böhm : život a dílo lidového kameníka.